# العلاقات الهندية الكندية
العلاقات الهندية الكندية: يُقصد بها العلاقات الثنائية بين كندا والهند.
وفقُا للحكومة الكندية فإن هذه العلاقات مبنية على «التزام مشترك بالديمقراطية»، و«ثقافة التعددية» و«الروابط بين الشعوب». بلغت التجارة الثنائية في عام 2009 بين الهند وكندا نحو 4.14 مليار دولار كندي. كان لحوادث مثل تفجير مواطنين كنديين رحلة الطيران الهندية 182، وقتل عدد من المواطنين الكنديين، تأثيرات على العلاقات على امتداد 20 عامًا. أضافت عملية الاختبار النووي بوذا المبتسم الهندية ضغوطًا على العلاقات بين البلدين، مع ادعاءات بأن الهند خرقت شروط منظمة خطة كولومبو. رغم أن جان كريتيان وروميو لوبلانس (رئيسي وزراء كنديين سابقين) زارا الهند في أواخر تسعينيات القرن العشرين، فإن العلاقات توقفت مرة أخرى، وإن كان مؤقتًا، بعد اختبارات عملية بوكران الثانية. تتخذ الهند وكندا خطوات لتصبحا شريكين استراتيجيين، حيث قام رئيس الوزراء ستيفن هاربر بزيارة رسمية في عام 2012، وقام رئيس الوزراء جاستن ترودو بواحدة أيضًا في عام 2018. كانت كل منهما مستعمرة بريطانية سابقًا وعضوًا كاملًا في دول الكومنويلث، وتعد كندا موطنًا لواحدة من أكبر الجاليات الهندية في العالم إلى جانب كونها الوجهة الدولية الأولى للدراسات في الهند.

## مقارنة بين البلدين
هذه مقارنة عامة ومرجعية للدولتين:
| وجه المقارنة                                              | الهند                       | كندا                     |
| --------------------------------------------------------- | --------------------------- | ------------------------ |
| المساحة (كم2)                                             | 3.29 مليون                  | 9.98 مليون               |
| عدد السكان (نسمة)                                         | 1.35 مليار                  | 35.70 مليون              |
| الكثافة السكانية (ن./كم²)                                 | 410.33                      | 3.58                     |
| العاصمة                                                   | نيودلهي                     | أوتاوا                   |
| اللغة الرسمية                                             | اللغة الهندية، لغة إنجليزية | لغة إنجليزية، لغة فرنسية |
| العملة                                                    | روبية هندية                 | دولار كندي               |
| الناتج المحلي الإجمالي (بليون دولار)                      | 2.60 تريليون                | 1.65 تريليون             |
| الناتج المحلي الإجمالي (تعادل القوة الشرائية) بليون دولار | 8.00 تريليون                | 1.59 تريليون             |
| الناتج المحلي الإجمالي الاسمي للفرد دولار أمريكي          | 1.60 ألف                    | 43.25 ألف                |
| الناتج المحلي الإجمالي للفرد دولار أمريكي                 | 5.70 ألف                    | 45.07 ألف                |
| مؤشر التنمية البشرية                                      | 0.609                       | 0.913                    |
| رمز المكالمات الدولي                                      | +91                         | +1                       |
| رمز الإنترنت                                              | .in، .भारत ‏، .بھارت ‏،        | .ca                      |
| المنطقة الزمنية                                           | ت ع م+05:30، توقيت الهند    |                          |

## مدن متوأمة
في ما يلي قائمة باتفاقيات التوأمة بين مدن هندية وكندية:
- ترتبط مانغلور مع هاميلتون باتفاقية توأمة.
- ترتبط جايبور مع كالغاري باتفاقية توأمة.
- ترتبط لكهنؤ مع مونتريال باتفاقية توأمة.

## منظمات دولية مشتركة
يشترك البلدان في عضوية مجموعة من المنظمات الدولية، منها:
| علم المنظمة | اسم المنظمة                        | تاريخ انضمام الهند | تاريخ انضمام كندا |
| ----------- | ---------------------------------- | ------------------ | ----------------- |
|             | البنك الإفريقي للتنمية             | ?                  | ?                 |
|             | المنظمة الهيدروغرافية الدولية      | ?                  | ?                 |
|             | مجموعة العشرين                     | ?                  | ?                 |
|             | منظمة الشرطة الجنائية الدولية      | ?                  | ?                 |
|             | الاتحاد البريدي العالمي            | ?                  | ?                 |
|             | بنك التنمية الآسيوي                | 1966               | 1966              |
|             | منظمة التجارة العالمية             | 1995               | ?                 |
|             | الفريق المعني برصد الأرض           | ?                  | ?                 |
|             | مؤسسة التنمية الدولية              | 24 سبتمبر 1960     | 24 سبتمبر 1960    |
|             | مؤسسة التمويل الدولية              | 20 يوليو 1956      | 20 يوليو 1956     |
|             | منظمة حظر الأسلحة الكيميائية       | ?                  | ?                 |
|             | الأمم المتحدة                      | 30 أكتوبر 1945     | 9 نوفمبر 1945     |
|             | منتدى آسيان الإقليمي ‏              | ?                  | ?                 |
|             | الاتحاد الدولي للاتصالات           | 1869               | 1 يوليو 1908      |
|             | البنك الدولي للإنشاء والتعمير      | 27 ديسمبر 1945     | 27 ديسمبر 1945    |
|             | وكالة ضمان الاستثمار متعدد الأطراف | 6 يناير 1994       | 12 أبريل 1988     |
|             | نظام تحكم تكنولوجيا القذائف        | 2016               | 1987              |
|             | يونسكو                             | 4 نوفمبر 1946      | 4 نوفمبر 1946     |
|             | دول الكومنولث                      | 15 أغسطس 1947      | ?                 |

## أعلام
هذه قائمة لبعض الشخصيات التي تربطها علاقات بالبلدين:
- آفان جوجيا (ممثل كندي، 9 فبراير 1992 – )
- جيندر ماهال (مصارع محترف كندي، 19 يوليو 1986 – )
- ديبا ميهتا (1950[22] – )
- مانجول بارجافا (رياضياتي كندي، 8 أغسطس 1974 – )

## وصلات خارجية
- موقع وزارة الخارجية الهندية
- موقع وزارة الخارجية الكندية